# Aphyssura eyrei
Aphyssura eyrei är en tvåvingeart som beskrevs av Norris 1999. Aphyssura eyrei ingår i släktet Aphyssura och familjen spyflugor. Inga underarter finns listade i Catalogue of Life.